# Boosey & Hawkes
Boosey & Hawkes ist der nach eigenen Angaben weltgrößte international tätige Klassik-Musikverlag. Er ging aus zwei vormaligen englischen Familienbetrieben hervor, die sich außerdem als Instrumentenbauer profiliert hatten. Eine Zeit lang enthielt Boosey & Hawkes neben der Verlagsgruppe ein Konglomerat aus zahlreichen europäischen Instrumentenbau-Unternehmen, das 2001 unter dem Namen The Music Group ausgegliedert wurde.

## Geschichte

### Anfänge
Um 1760 gründete John Boosey in London eine Leihbücherei für Musiknoten. Er brachte als einer der ersten Verleger mit großem Erfolg preisgünstige Ausgaben klassischer Musikstücke auf den Markt, gewann dadurch schnell an Bedeutung und erwarb die Rechte an den Werken bedeutender Komponisten des 18. und 19. Jahrhunderts wie Rossini, Bellini, Donizetti und Verdi. Um 1850 erweiterte das Unternehmen sein Geschäftsfeld auf die Herstellung von Blasinstrumenten.
Das zunächst rivalisierende Unternehmen Hawkes & Son wurde 1865 von William Henry Hawkes gegründet. Er konzentrierte seine verlegerischen Aktivitäten zunächst auf Kompositionen für Blechkapellen (Brass Bands) und Orchester, expandierte jedoch schnell. Zugleich produzierte er Musikinstrumente, Zubehör und Rohrblätter.

### Verlegerische Aktivitäten im 20. Jahrhundert
Im Jahr 1930 verschmolz Boosey & Company mit Hawkes & Son zum Mischkonzern Boosey & Hawkes, der sich in der Folge zu einem internationalen Schwergewicht der Musikbranche entwickelte. Zu dieser Zeit hatte Ralph Hawkes bereits mehrere andere europäische Verlage übernommen. Dank ihrer internationalen Kontakte avancierte er vor dem Ausbruch des Zweiten Weltkriegs zum Verleger von Bartók, Kodály und Delius und nahm den noch unbekannten Benjamin Britten unter Vertrag.
Während des Krieges ging Hawkes in die USA, wo er sein Portfolio um Strawinski, Copland und Martinů erweiterte. Dank seiner Londoner Kontakte kam es 1943 zum Vertrag mit Richard Strauss über die Rechte an dessen Opern außerhalb Deutschlands und Italiens und an sämtlichen Spätwerken. 1947 gelang es Hawkes schließlich, sich durch weitere Übernahmen die Rechte an zahlreichen der bedeutendsten Werke des 20. Jahrhunderts zu sichern, darunter Stücke von Prokofjew und Rachmaninow.
Seither nahm Boosey & Hawkes eine Vielzahl der bekanntesten Komponisten des 20. Jahrhunderts unter Vertrag und erwarb weitere Konkurrenten und Kataloge. Hierzu zählt die Übernahme des Berliner Traditionshauses Bote & Bock im Jahr 1996, des Hamburger/Leipziger Verlags Anton J. Benjamin im Jahr 2002 u. a. mit den Simrock-Originaleditionen von Werken von Brahms und Dvořák sowie Erstausgaben Tschaikowskis und ebenso des Prager Verlags Tempo im Jahr 2004 mit einer großen Bandbreite tschechischer Musik.

### Instrumentenbau
Durch den Einfluss des Musikers Henri Distin gewannen die Instrumente der Bügelhornfamilie in der ersten Hälfte des 19. Jahrhunderts in Großbritannien zunehmend an Beliebtheit (Brass Band-Bewegung). Distin übernahm zunächst den englischen Vertrieb solcher Instrumente im Auftrag ihres Erfinders Adolphe Sax, trat jedoch bald mit einem eigenen Betrieb in Konkurrenz zu ihm.
Er arbeitete eng mit Boosey & Co. zusammen, denen er sich 1868 anschloss. Die Instrumentenmanufaktur von Boosey & Co. war damals mit mehreren vielversprechenden Forschungsprojekten beschäftigt, deren Höhepunkt die Erfindung des Kompensationssystems durch D. J. Blaikely im Jahr 1878 bildete.
Hawkes & Son erbaute 1925 eine Instrumentenfabrik in Edgware im Norden Londons, wo das Unternehmen auch nach dem Zusammenschluss mit Boosey & Co. von 1930 weiter Blechblasinstrumente produzierte.

### Weitere Übernahmen und Konsolidierung
1948 erfolgte die Übernahme des Konkurrenten Besson. 1981 schluckte Boosey & Hawkes die Tolchin-Gruppe, der unter anderem die Unternehmen Schreiber und Söhne (Holzblasinstrumente), Paesold (Streichinstrumente), Jakob Winter (Koffer) und Buffet Crampon (Holzblasinstrumente) angehörten. Schreiber übernahm seinerseits 1997 den Saxophon-Hersteller Julius Keilwerth.
Im Sommer 2001 verlegte die so entstandene Boosey & Hawkes Musical Instruments Ltd. ihre Produktionsstätte von Edgware nach Croxley Green bei Watford in Hertfordshire. Über 100 Mitarbeiter stellten dort bis Ende 2005 auf einer Fläche von über 5000 m² Blechblasinstrumente her, die unter der Marke Besson vertrieben wurden.
Im Februar 2003 gliederte Boosey & Hawkes sämtliche im Laufe der Zeit übernommenen Instrumentenbaubetriebe in das Konsortium The Music Group aus.
Seit Juli 2004 besteht eine strategische Partnerschaft zwischen dem Mainzer Musikverlag Schott und Boosey & Hawkes, um Vertrieb und Wahrung von Lizenzrechten im Ausland zu verbessern. Demnach übernimmt Schott bestimmte logistische und vertriebliche Aufgaben für Boosey & Hawkes.
Boosey & Hawkes unterhält neben der internationalen Firmenzentrale in London Zweigstellen unter anderem in New York und Berlin.
Im Jahre 2019 übernahm Boosey & Hawkes die deutsche Musikverlagsgruppe Sikorski Musikverlage.